# Мизи Естонії
Мизи Естонії — пам'ятки архітектури на основі колишніх миз.

## Історія
Естонія з'явилася на карті світу і увійшла до складу європейського культурного регіону на початку ХІІІ ст., коли хрестові походи дійшли до східних берегів Балтійського моря, мешканці яких на той час ще були язичниками. Територію Естонії було захоплено і христианізовано, а правлячим класом стали прибульці німецького походження. З цього часу територія нинішніх Естонії та Латвії стала відомою під назвою Лівонії (пізніше — Старої Лівонії), поділеної між данцями, Орденом та кількома єпископствами.
Лицарі-хрестоносці привезли з собою невідоме тут раніше мистецтво випалювання вапна, завдяки чому в наступні століття зовнішній вигляд тутешніх земель суттєво змінився — з'явилися міцні монументальні кам'яні будівлі. Спочатку з каменя почали будувати символи нової власті — церкви, — але незабаром було побудовано і перші кам'яні фортеці. Фортеці на місцевих неспокійних територіях будували всі чотири середньовічних господарі естонської території — Данське королівство, Лівонський орден, Сааре-Ляенеське (Езель-Вікське) єпископство та Тартуське (Дерптське) єпископство. До кінця середніх віків в Естонії було споруджено 30 великих кам'яних фортець.
Як і Орден, так і єпископства почали роздавати завойовані землі у лен васалам німецького походження. Так виникли перші мизи. Крім того, мизи створювалися Орденом, єпископствами та монастирями для ведення різнобічної господарської діяльності. До кінця середніх віків в Естонії було близько 500 миз. Переважна більшість їх були невеличкими дерев'яними будівлями, але близько сотні миз було побудовано із каменя у вигляді фортець-жител або васальних фортець.
Лівонська війна, що розпочалася в середині XVI століття, перетворила тутешні фортеці на руїну, але в той же час дала поштовх виникненню миз. Із зникненням Ордену та єпископств, колишні васали стали відігравати важливу роль в місцевому державному устрої. Об'єднання дворян, відомі під назвою «лицарств», до першої світової війни виконували в Естонії функції органів місцевого самоврядування. Основним типом миз стала так звана «лицарська миза», власник якої мав низку станових прав, але виконував у державі і безліч обов'язків. До початку XVIII ст. чисельність миз зросла майже до тисячі.
Розквіт миз і дворянського самоврядування настав у XVIII ст. У Північній війні між Росією та Швецією, яка мала місце на початку XVIII ст., естонські території підпорякувалися російській короні за умови збереження всіх колишніх прав і привілеїв дворян, себто «особливого Остзейського ладу». В дійсності права дворян були навіть розширені, і місцеве дворянство почало відігравати важливу роль у верхівці влади царської Росії. Таким чином, балтійські провінції (територія Старої Лівонії, тобто нинішніх Естонії та Латвії) перетворилися на один з найрозвиненіших регіонів Російської імперії, хоча одночасно значно підсилилося гноблення селянства, головним чином, естонського.
Масове будівництво представницьких садиб почалося в 60-ті роки XVIII ст. і тривало понад півтори сотні років, тобто до першої світової війни. Все те, що дійшло до нашої доби, за рідкими виключеннями, було збудоване саме в ці часи. У XVIII ст. і на початку XIX ст. основне будівництво було в Північній Естонії, де було збудовано чимало миз в стилі бароко та класицизму. У другій половині XIX ст. і на початку ХХ ст. почало набувати розмаху і будівництво в Південній Естонії — тут з'явилися численні мизи в стилі історицизму та у стилі модерн.
Садиби будувалися у вигляді величних ансамблів, де центральне місце займав панський дім (палац), оточений великим парком на десятки десятин з альтанками, скульптурами, водоймами та місточками. Перед будинком зазвичай була кругова дорога (т.з. «коло пошани»), поблизу неї будувалися найважливіші господарські споруди — клуні, конюшні, каретні тощо. Всі інші споруди, як правило, знаходилися поблизу. За панським будинком звичайно був парк.
Парк і господарські споруди були оточені огорожею. Часто садок обносили кам'яною огорожею з художніми прорізами воріт, а інколи навіть з приворітними баштами. Клуню, сушарку та кузню, враховуючи пожежну небезпеку, ставили оддалік. Дороги, що вели до миз, часто-густо були абсолютно прямими і оформлювалися у вигляді алей. В найбільших і представницьких мизах всі споруди та їх деталі утворювали єдиний ансамбль. Але і скромніші садиби часто були художніми комплексами, які гармонійно зливалися з довкіллям, як розташування, так і пропорції комплексів вміло підбиралися.
У 1910 р. на території Естонії було 1245 миз, не враховуючи пасовищних миз і пасторатів. З них 1026 були лицарськими мизами (rittergut), 122 — державними, 69 — напівмизами (landstelle) без превілеїв та прав, 17 — міськими, а 11 належало лицарствам. Якщо додати до цього 108 церковних миз або пасторатів і приблизно 600 комплексів, що розташовані окремо, або пасовищних миз (hoflage), то в цілому буде десь біля 2000 садиб.
Перший удар мизам було завдано в 1905 р., коли в ході революції, що почалася в Росії, повстанці спалили понад сто миз. Більш суттєвою, ніж матеріальні втрати, була загибель зв'язків і традицій. 1905-й рік остаточно зруйнував стосунки між естонським селянством і остзейсько-німецькою дворянською елітою, які і раніше були досить складними. Якщо перша світова війна поклала край попередньому державному устрою Старої Лівонії, то естонці в 1918 р. створили на його руїнах незалежну національну державу, у якій вони не бачили достойного місця ні для миз, ні для остзейських дворян. Проведена у 1919 р. земельна реформа, у ході якої усі лицарські мизи було експропрійовано, поклала край епосі миз. Експропрійовані землі, зокрема садиби, що складали архітектурне ціле, було поділено на дрібні господарства.

## Історичний Хар'юський повіт (Harjumaa)
- Вишгородський замок (Toompea)
- Замок Кадриорг (Kadrioru)
- Замок Маарьямяе (Maarjamae)
- Замок Глена (Glehni), або миза Мустамяе (Mustamae)
- Замок Саку (Sake)
- Миза Сауе (Saue)
- Миза Вазалемма (Vasalemma)
- Монастир та миза Падізе (Padise)
- Миза (замок) Лайтсе (Laitse)
- Миза Алу (Alu)
- Миза Маарду (Maardu)
- Фортеця і миза Кійю (Kiiu)
- Миза Анія (Anija)

## Історичний Віруський повіт (Virumaa)
- Миза Палмсе (Palmse)
- Миза Сагаді (Sagadi)
- Миза Віхула (Vihula)
- Фортеця Тоолсе (Toolse)
- Фортеця Раквере (Rakvere)
- Миза Інью (Inju)
- Фортеця і миза Поркуні (Porkuni)
- Фортеця і миза Вао (Vao)
- Миза Мууга (Muuga)
- Миза Кальві (Kalvi)
- Фортеця (фортеця-миза) Пуртсе (Purtse)
- Миза Мяетагузе (Maetaguse)
- Нарвська фортеця (Narva)

## Історичний Ярваський повіт (Jarvamaa)
- Миза Янеда (Janeda)
- Миза Альбу (Albu)
- Миза Роосна-Алліку (Roosna-Alliku)
- Фортеця Пайде (Paide)
- Миза Лаупа (Laupa)

## Історичний Ляенеський повіт (Laanemaa)
- Миза Сааре (Saare)
- Фортеця (замок) Хаапсалу (Haapsalu)
- Миза (замок) Унгру (Ungru)
- Миза Хійу-Сууремийза (Hiiu-Suuremoisa)
- Фортеця (замок) Колувере (Koluvere)
- Фортеця і миза Ліхула (Lihula)

## Історичний Сааремааський повіт (Saaremaa)
- Миза Пядасте (Padaste)
- Фортеця Курессааре (Kuressaare)

## Історичний Вільяндиський повіт (Viljandimaa)
- Миза Олуствере (Olustvere)
- Миза Вяйкемийза (Vaikemoisa)
- Миза Хеймталі (Heimtali)
- Миза Ийзу (Óisu)
- Миза Кярстна (Karstna)
- Миза Рійдая (Riidaja)
- Миза (замок) Таагепера (Taagepera)
- Миза Лустівера (Lustivere)
- Миза (замок) Пильтсамаа (Poltsamaa)

## Історичний Тартуський повіт (Tartumaa)
- Миза (палац) Пуурмані (Puurmani)
- Миза (замок) Алатсківі (Alatskivi)
- Миза (замок) Сангасте (Sangaste)
- Миза Ахья (Ahja)

## Історичний Вируський повіт (Vorumaa)
- Миза Моосте (Mooste)
- Фортеця Вастселійна (Vastseliina)